# Danao-See (Cebu)
Der Danao-See ist ein Süßwassersee auf der Insel Pacijan auf den Philippinen, die zur philippinischen Provinz Cebu gehört. Die Insel Pacijan ist Teil der Camotes-Inseln, die östlich der Insel Cebu in der Camotes-See liegen. Er ist mit einer Fläche von 260 Hektar der größte Binnensee in der Provinz Cebu. Der See hat eine Länge von rund 5 km und eine durchschnittliche Wassertiefe von 3 Meter. In dem See liegt eine kleine Insel, die mit Kokospalmen bewachsen ist.
Der See wird nur durch die lokalen Regenfälle mit Frischwasser versorgt, ein regulärer Abfluss ist nicht bekannt. Bei starken Regenfällen kann der Wasserpegel bis zu 3 Meter über normal anschwellen. Seine Aquavegetation wird bestimmt durch den Wassersalat (Pistia stratiotes), der Panicum hemizomon, Hydrilla sp. und der Dickstielige Wasserhyazinthe (Eichhornia crassipes). In den umliegenden Gebieten des Sees gibt es größere Kokosplantagen und Getreidefelder. Entlang des Ufers des Sees wachsen seltene Orchideen und Kräuter, die zu medizinischen Zwecken geerntet werden.
Der See hat einen großen Bestand an Tilapia, dem Karpfen (Cyprinus carpio), dem Milchfisch (Chanos chanos) und verschiedene Krebs- und Garnelenarten. Eine kleinere stabile Population des Leistenkrokodils (Crocodylus porosus) lebt in dem Danao-See, die letzte Tötung eines Krokodils ist aus dem Jahre 1971 bekannt.
Am 24. Dezember 1965 wurde ein Jagd- und Vogelschutzgebiet um den See eingerichtet, dieses wurde am 29. Dezember 1981 in das Island of Ponson, Poro, Pacihan Mangrove Swamp Forest Reserve integriert. Es war eines der ersten Schutzgebiete im Rahmen des philippinischen Gesetzes zum Schutz der Biodiversität (NIPAS) von 1992. Im Jahr 1998 wurde der Schutz des nördlichen Teils des Sees erweitert und der 5,63 km² große Lake Danao Natural Park eingerichtet.